# Elissa Aalto
Elissa Aalto (tên khai sinh là Elsa Kaisa Mäkiniemi, 22 tháng 11 năm 1922 - 12 tháng 4 năm 1994) là một kiến trúc sư người Phần Lan.

## Cuộc đời

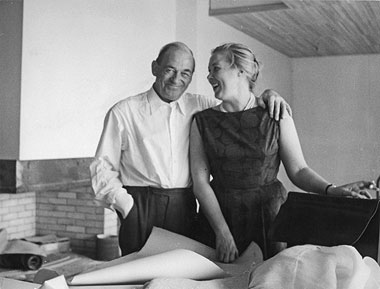
Elissa cùng chồng

Bà tốt nghiệp ngành kiến trúc tại Đại học Công nghệ Helsinki năm 1949, và cùng năm đó bà gia nhập văn phòng của Alvar Aalto. Họ kết hôn năm 1952, khi bà 29 tuổi và ông 54 tuổi, họ không có con chung. Vào thời điểm kết hôn của họ, Aalto đã tham gia vào việc xây dựng Tòa thị chính Säynätsalo, và chính trong thời gian đó, ông đã có được một khu đất ven hồ gần đó, nơi ông xây dựng một ngôi nhà mùa hè - cái gọi là Nhà thực nghiệm - cho chính ông và vợ mới. Bà đã tham gia vào tất cả các dự án cạnh tranh mà văn phòng đảm nhận, và sau cái chết của Alvar Aalto vào năm 1976, bà đã quản lý văn phòng và hoàn thành các dự án còn dang dở, chẳng hạn như Nhà hát Opera Essen. Bà cũng tham gia vào các dự án thay đổi và trùng tu các tòa nhà Aalto, bao gồm cả Tòa thị chính Rovaniemi. Bà đã tặng các bản vẽ của Aalto cho Quỹ Alvar Aalto để cung cấp tài liệu cho các nhà nghiên cứu. Elissa Aalto qua đời năm 1994, và được chôn cất tại nghĩa trang Hietaniemi, ở Helsinki, cùng chồng.